# Jean-Michel Ménard
Jean-Michel Ménard (Amos, 19 de enero de 1976) es un deportista canadiense que compite en curling.
Ganó una medalla de plata en el Campeonato Mundial de Curling Masculino de 2006 y una medalla de oro en el Campeonato Mundial de Curling Mixto de 2022.

## Palmarés internacional
| Campeonato Mundial       | Campeonato Mundial      | Campeonato Mundial | Campeonato Mundial |
| Año                      | Lugar                   | Medalla            | Prueba             |
| ------------------------ | ----------------------- | ------------------ | ------------------ |
| 2006                     | Lowell (Estados Unidos) | Medalla de plata   | Equipo             |
| Campeonato Mundial Mixto |                         |                    |                    |
| Año                      | Lugar                   | Medalla            | Prueba             |
| 2022                     | Aberdeen (Reino Unido)  | Medalla de oro     | Mixto              |